# Abellera groga
L'abellera groga (Ophrys lutea) és una espècie d'orquídia monopòdica i terrestre de la subtribu Orchidinae dins la família Orchidaceae del gènere Ophrys. És una espècie molt variable que pot presentar variacions o subespècies.

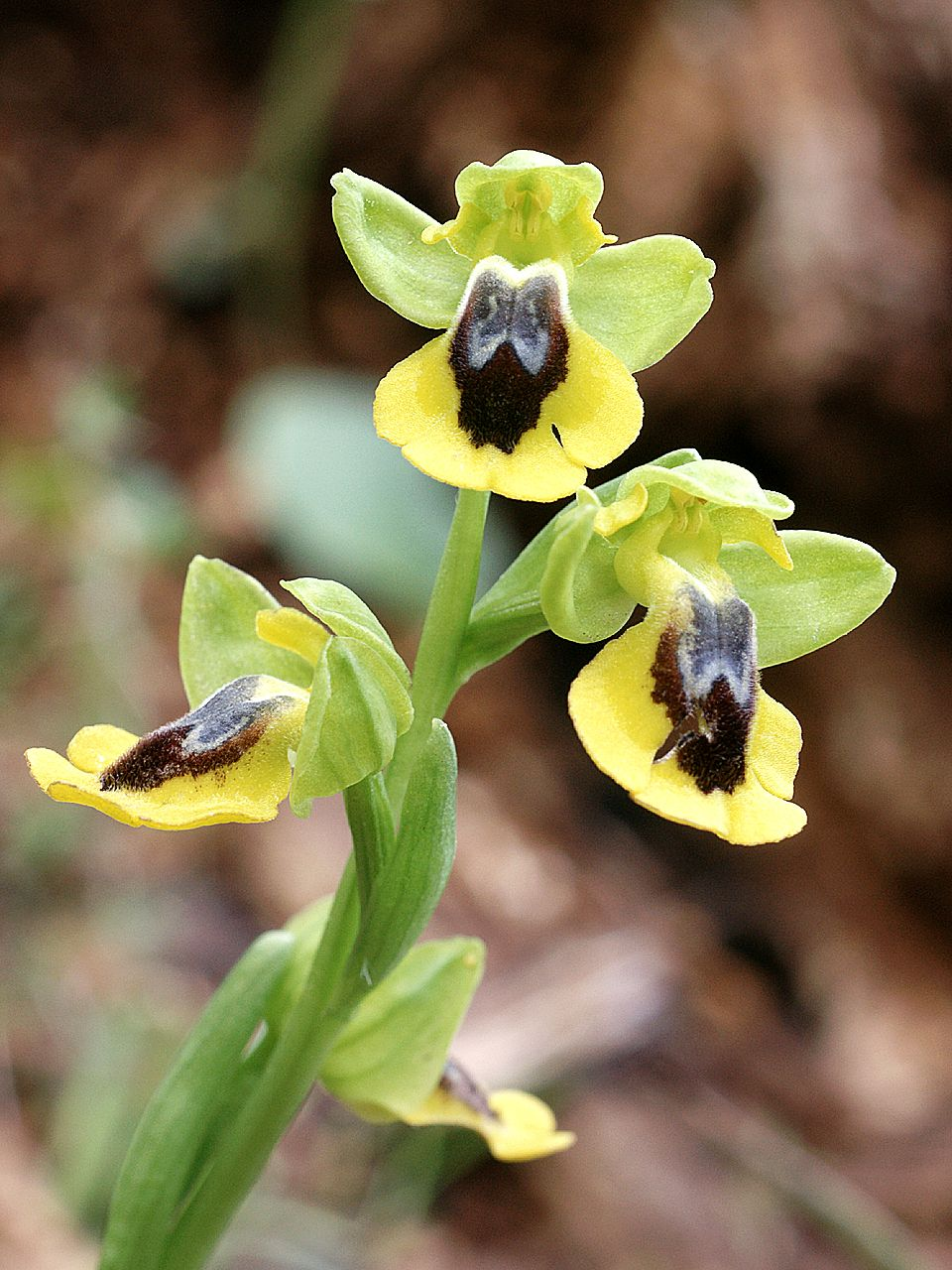
Exemplar fotografiat a Mallorca

## Etimologia
L'epítet específic lutea significa que és de color groc.
Ophrys s'esmenta per primera vegada al llibre "Història Natural" de Plini el Vell (23-79 AD).

## Hàbitat
Es distribueix per la regió mediterrània, Península Ibèrica, incloent els Països Catalans, sud de França i Còrsega. Es troba en prats, garrigues, matollar i boscos. Arriben a fer de 25 a 30 cm d'alt.

## Morfologia
Durant l'estiu aquesta espècie està en dormició com un bulb o tubercles subterranis. A finals d'estiu i principi de la tardor desenvolupa una roseta de fulles i també comença a desenvolupar-se un nou tubercle mentre el tubercle vell mor lentament. A la primavera següent la tija floral comença a desenvolupar-se i durant la florida les fulles comencen a marcir-se. És de les primeres orquídies, a la primavera, del gènere Ophrys que floreixen.
La majoria de les orquídies del gènere Ophrys viuen amb simbiosi amb un fong micorrízic i per això no és possible trasplantar-les.
Les flors de l'abellera groga tenen un label de mida gran. El label de color groc intens d'uns 13 a 18 mm de longitud té tres lòbuls amb els dos lòbuls laterals triangulars un poc més petits i glabres. El lòbul intermedi és glabre i més gros que els laterals, on l'espècul és menor que en altres espècies, de color acer blavós, amb forma d'H, emmarcat dins d'una taca marró fosc que imita l'abdomen de certs insectes.

## Varietats i subespècies d'Ophrys lutea
- Ophyrs lutea subsp. lutea es troba a la conca del Mediterrani fins a una altitud de 1800 m.
- Ophyrs lutea subsp. minor (Ophrys sicula) a la conca del Mediterrani fins a una altitud de 1500 m.
- Ophyrs lutea subsp. melena al sud dels Balcans, sud d'Albània fins als 1300 m.
- Ophrys lutea subsp. phryganae a la conca del Mediterrani centre-occidental fins a una altitud de 1000 m.

## Sinònims

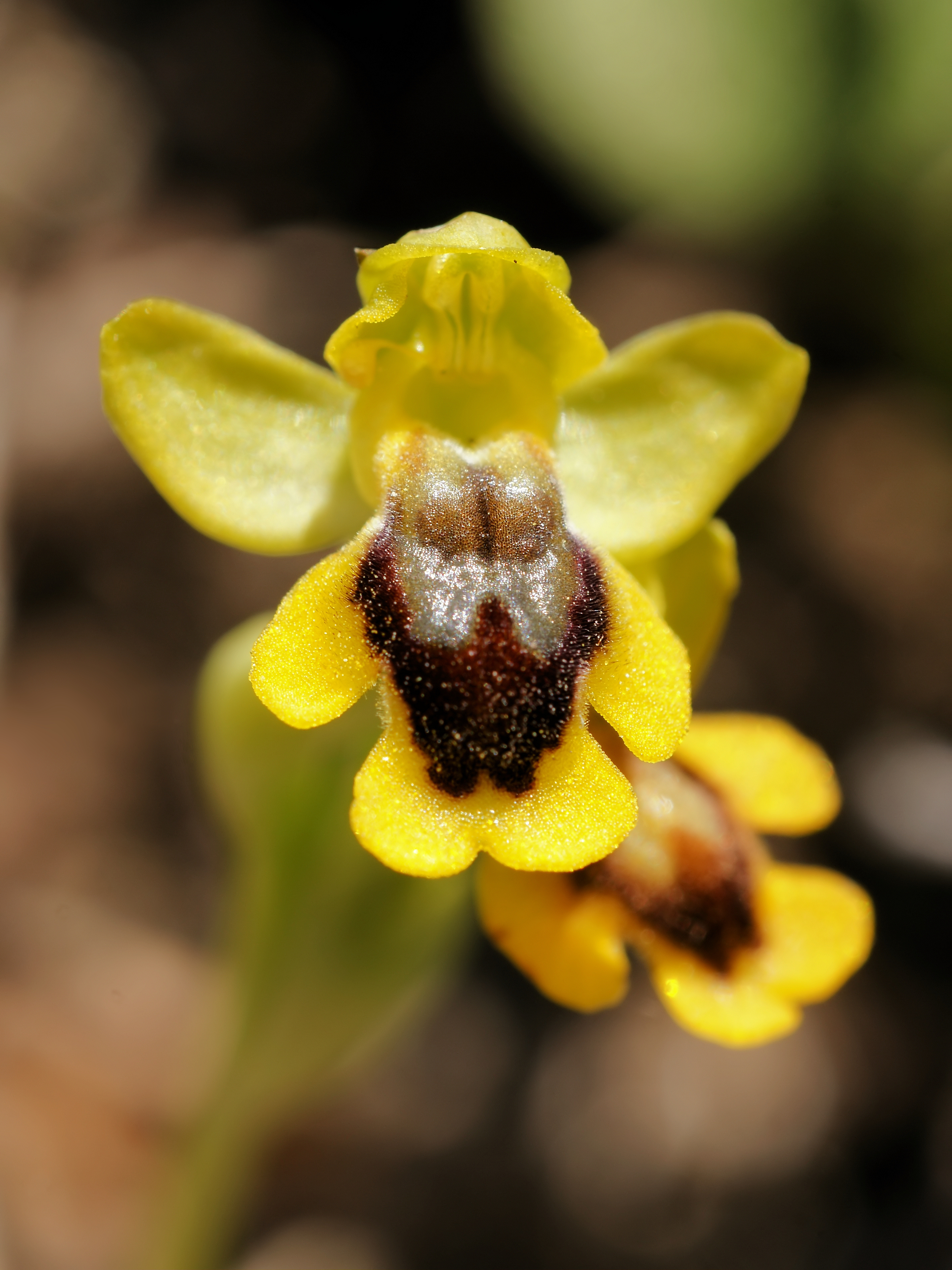
Detall de la flor

- Arachnites lutea var. minor Todaro 1842
- Ophrys archimedea P.Delforge & M.Walravens 2000
- Ophrys aspea Devillers-Tersch. & Devillers 2000
- Ophrys fusca var. subfusca (Rchb.f.) Rchb. 1851
- Ophrys fenarolii Ferlan 1956
- Ophrys × gauthieri nothosubsp. fenarolii (Ferlan) H.Baumann & Künkele 1986
- Ophrys lutea subsp. minor (Todaro) O. & E. Danesch 1975
- Ophrys lutea subsp. murbeckii (Fleischmann) Soó
- Ophrys lutea subsp. subfusca (Rchb.f.) Murb. 1899
- Ophrys lutea var. minor (Tod.) Raynaud 1895
- Ophrys lutea var. subfusca Rchb.f. 1851
- Ophrys migoutiana F.Gay 1888
- Ophrys minor (Tod.) Paulus & Gack in ?
- Ophrys murbeckii Fleischmann 1925
- Ophrys numida Devillers-Tersch. & Devillers 2000;
- Ophrys phryganae #Devillers-Tersch. & Devillers 1991
- Ophrys sicula Tineo 1817
- Ophrys subfusca (Rchb.f.) Batt. 1910
- Ophrys subfusca subsp. fenarolii (Ferlan) Del Prete 1984
- Ophrys insectifera var. lutea Gouan 1765 (Basónimo)
- Arachnites lutea (Gouan) Tod. 1842[1]